# Capitão Samuel
Samuel Alves Barreto (Malhador, 3 de fevereiro de 1970) é um político brasileiro. Em 2018, foi eleito deputado estadual de Sergipe pelo Partido Social Cristão (PSC) com 15 770 votos.

## Carreira militar
No ano de 1991, decidiu fazer o concurso público para se tornar soldado da Polícia Militar do Estado, sendo aprovado na terceira colocação geral. Dentro da corporação começou a lutar pela classe, não aceitava o tratamento que era dado aos soldados na época.
Passou para o concurso público para cabo da PM em 1992, iniciando a primeira luta jurídica que a classe teve coragem de enfrentar – a ação concedeu a oportunidade de vários soldados se tornarem sargentos. Mas, para isso traçou batalha contra o comandante geral da época, o coronel Prudente. A vitória alcançada, até os dias atuais, é refletida dentro da corporação.
Antes de iniciar o curso de sargento passou no concurso público para oficial da PM.
No ano de 2004, Samuel foi eleito presidente do Clube dos Oficiais (atual Associação dos Oficiais Militares de Sergipe - ASSOMISE).
Em 2005, a ASSOMISE inicia uma grande mobilização através do capitão Samuel, no intuito de ver a categoria mais unida, foi criada a ASSOCIAÇÃO UNIDAS, onde todas as nove associações militares de Sergipe fizeram parte do maior movimento trabalhista do Estado, liderado pelo seu presidente Capitão Samuel Alves Barreto. O “Movimento Tolerância Zero”.
Durante o mês de março de 2010, entregou o cargo de presidente da Associação dos Oficias da Polícia Militar e Corpo de Bombeiro, para se dedicar à candidatura a deputado estadual nas próximas eleições.

## Carreira política
Disputando as Eleições gerais no Brasil em 2006, Capitão Samuel foi candidato a Deputado Estadual de Sergipe pelo Partido Democrático Trabalhista (PDT), com o número eleitoral 12190. Mas não foi eleito, pois só teve 2.230 votos (0,22% dos votos válidos).
Nas eleições gerais de 2010, pelo PSL e com apoio de 4,08% do eleitorado sergipano, Capitão Samuel foi eleito deputado estadual com o número eleitoral 17123 em 03 de outubro, com 43.370 votos. O segundo deputado mais votado do Estado, atrás apenas do deputado Adelson Barreto eleito com 61.598 votos (5,79%). Ao ser empossado, torna-se o primeiro policial militar a ocupar uma cadeira no legislativo.
No pleito das eleições gerais brasileiras de 2014, ainda com o número eleitoral 17123 e filiado ao Partido Social Liberal, é reeleito deputado estadual, quando obteve 23.984 votos (2.28%). Assim, acabou ocupando uma cadeira na Assembléia Legislativa de Sergipe, pelo segundo mandato consecutivo.
Em 7 de outubro de 2018, conquistou a reeleição para seu terceiro mandato na Assembleia Legislativa. Candidato do PSC, Capitão Samuel obteve 15.770 votos totalizados (1,45% dos votos válidos) e foi eleito Deputado Estadual no Sergipe no 1º turno das Eleições 2018.